# Santun (sockenhuvudort i Kina, Shanxi Sheng, lat 40,10, long 112,72)
Santun är en sockenhuvudort i Kina. Den ligger i provinsen Shanxi, i den norra delen av landet, omkring 250 kilometer norr om provinshuvudstaden Taiyuan. Antalet invånare är 11 800. Befolkningen består av 5 836 kvinnor och 5 964 män. Barn under 15 år utgör 15,0 %, vuxna 15-64 år 75 %, och äldre över 65 år 9,0 %.
Runt Santun är det ganska tätbefolkat, med 160 invånare per kvadratkilometer. Närmaste större samhälle är Dianwan, 17,8 km sydost om Santun. Trakten runt Santun består i huvudsak av gräsmarker.
Genomsnittlig årsnederbörd är 611 millimeter. Den regnigaste månaden är juli, med i genomsnitt 182 mm nederbörd, och den torraste är januari, med 3 mm nederbörd.